# Quercus michauxii
Quercus michauxii, és una espècie de roure que pertany a la secció dels roures blancs, nadiu de terres baixes i zones humides al sud i centre dels Estats Units, des de Nova Jersey, cap al sud fins al nord de Florida, i a l'oest de Missouri i l'est de Texas, és rar cap al nord del riu Ohio.

## Classificació i nomenclatura
Quercus michauxii s'assembla molt a Quercus prinus, i per aquesta raó de vegades s'ha tractat com una varietat d'aquesta espècie. No obstant això, Quercus michauxii és un arbre gran que es diferencia en l'hàbitat preferit, i l'escorça no té el distintiu cavallons en profunditat i robust de Quercus prinus, sent més prima i escamosa i gris pàl·lid. En general pot arribar fins als 20 m d'altura, encara que l'espècimen actual més alt conegut és de més 42 metres d'altura.
El nom de Q. prinus va ser el més utilitzat per molts botànics i forestals per al Quercus michauxii, fins i tot quan són tractats com una espècie diferent de la del Quercus michauxii, que llavors es deia Q. montana, però l'aplicació del nom Q. prinus al Quercus michauxii, es troba sovint acceptat, encara que de vegades aquest nom es declara de posició incerta, intransmissible a cap de les espècies, amb el roure castanyer llavors anomenat Q. montana, com en la pàgina web Flora of North America